# Трим, Эндрю
Э́ндрю Ло́уренс Трим (англ. Andrew Lawrence Trim; 30 декабря 1968, Сидней) — австралийский гребец-байдарочник, выступал за сборную Австралии на всём протяжении 1990-х годов. Серебряный и бронзовый призёр летних Олимпийских игр, чемпион мира, победитель многих регат национального и международного значения.

## Биография
Эндрю Трим родился 30 декабря 1968 года в Сиднее. Активно заниматься греблей начал в раннем детстве, проходил подготовку в спортивном клубе «Уиннам Редлэндз».
Первого серьёзного успеха на взрослом международном уровне добился в 1992 году, когда попал в основной состав австралийской национальной сборной и благодаря череде удачных выступлений удостоился права защищать честь страны на летних Олимпийских играх в Барселоне. Стартовал в двойках вместе с напарником Дэниелом Коллинзом на дистанциях 500 и 1000 метров, в первом случае дошёл только до стадии полуфиналов, тогда как во втором случае выбыл из борьбы за медали уже после предварительного раунда. Будучи одним из лидеров гребной команды Австралии, благополучно прошёл квалификацию на Олимпийские игры 1996 года в Атланте, в паре с тем же Дэниелом Коллинзом завоевал бронзовую медаль в полукилометровой гонке байдарок-двоек, проиграв на финише только экипажам из Германии и Италии.
Став бронзовым олимпийским призёром, Трим остался в основном составе австралийской национальной сборной и продолжил принимать участие в крупнейших международных регатах. Так, в 1997 году на чемпионате мира в канадском Дартмуте в двойках на пятистах метрах он одолел всех своих соперников и получил золотую медаль. Два года спустя на аналогичных соревнованиях в Милане добавил в послужной список бронзовую медаль, выигранную в двухместных байдарках на полукилометровой дистанции. Представлял страну на домашних Олимпийских играх 2000 года в Сиднее — на сей раз вместе с Коллинзом удостоился на пятистах метрах серебра, пропустив вперёд только титулованных венгерских гребцов Золтана Каммерера и Ботонда Шторца. Вскоре по окончании этих соревнований принял решение завершить карьеру профессионального спортсмена, уступив место в сборной молодым австралийским гребцам.
Выпускник Австралийского института спорта, впоследствии работал в сфере недвижимости. Будучи членом Либеральной национальной партии Квинсленда, в 2006 году баллотировался в парламент от штата Квинсленд, но проиграл на выборах другому кандидату от либеральной партии.